# Stelle principali della costellazione della Balena
Stelle principali della costellazione della Balena, elencate per magnitudine decrescente.